# Lijst van voetbalinterlands Kenia - Zambia
Deze lijst van voetbalinterlands is een overzicht van alle officiële voetbalwedstrijden tussen de nationale teams van Kenia en Zambia. De Afrikaanse landen speelden tot op heden 30 keer tegen elkaar. De eerste ontmoeting was een vriendschappelijke wedstrijd op 5 december 1971 op een onbekende locatie in Kenia. Het laatste duel, een groepswedstrijd tijdens het African Championship of Nations 2024, werd gespeeld in Nairobi op 17 augustus 2025.

## Wedstrijden
| №  | Plaats         | Datum            | Competitie                           | Wedstrijd      | Uitslag |
| -- | -------------- | ---------------- | ------------------------------------ | -------------- | ------- |
| 1  | ?              | 5 december 1971  | Vriendschappelijk                    | Kenia − Zambia | 1 − 0   |
| 2  | Ndola          | 12 augustus 1973 | WK 1974 kwalificatie                 | Zambia − Kenia | 2 − 0   |
| 3  | Nairobi        | 19 augustus 1973 | WK 1974 kwalificatie                 | Kenia − Zambia | 2 − 2   |
| 4  | Dar es Salaam  | 3 november 1974  | CECAFA Cup 1974                      | Zambia − Kenia | 3 − 2   |
| 5  | Lusaka         | 31 oktober 1975  | CECAFA Cup 1975                      | Zambia − Kenia | 1 − 2   |
| 6  | Zanzibar       | 12 november 1976 | CECAFA Cup 1976                      | Zambia − Kenia | 2 − 0   |
| 7  | Mogadishu      | 5 december 1977  | CECAFA Cup 1977                      | Zambia − Kenia | 4 − 2   |
| 8  | Lilongwe       | 13 november 1978 | CECAFA Cup 1978                      | Kenia − Zambia | 0 − 9   |
| 9  | Nairobi        | 10 november 1979 | CECAFA Cup 1979                      | Kenia − Zambia | 3 − 1   |
| 10 | Lusaka         | 29 juni 1980     | Vriendschappelijk                    | Zambia − Kenia | 5 − 0   |
| 11 | Khartoem       | 16 november 1980 | CECAFA Cup 1980                      | Kenia − Zambia | 0 − 0   |
| 12 | Kampala        | 12 december 1984 | CECAFA Cup 1984                      | Zambia − Kenia | 2 − 0   |
| 13 | Blantyre       | 16 november 1988 | CECAFA Cup 1988                      | Zambia − Kenia | 1 − 0   |
| 14 | Nairobi        | 15 december 1989 | CECAFA Cup 1989                      | Kenia − Zambia | 1 − 0   |
| 15 | Annaba         | 6 maart 1990     | Afrika Cup 1990                      | Zambia − Kenia | 1 − 0   |
| 16 | Kampala        | 23 november 1991 | CECAFA Cup 1991                      | Zambia − Kenia | 1 − 0   |
| 17 | Kampala        | 7 december 1991  | CECAFA Cup 1991                      | Zambia − Kenia | 2 − 0   |
| 18 | Mombassa       | 15 december 1996 | Vriendschappelijk                    | Kenia − Zambia | 0 − 2   |
| 19 | Dar es Salaam  | 3 oktober 1997   | Vriendschappelijk                    | Kenia − Zambia | 0 − 0   |
| 20 | Nairobi        | 28 februari 1999 | Afrika Cup 2000 kwalificatie         | Kenia − Zambia | 0 − 1   |
| 21 | Chililabombwe  | 10 april 1999    | Afrika Cup 2000 kwalificatie         | Zambia − Kenia | 1 − 0   |
| 22 | Lusaka         | 1 april 2000     | Vriendschappelijk                    | Zambia − Kenia | 1 − 0   |
| 23 | Nairobi        | 4 januari 2001   | Vriendschappelijk                    | Kenia − Zambia | 2 − 1   |
| 24 | Jinja          | 2 januari 2009   | CECAFA Cup 2008                      | Zambia − Kenia | 0 − 0   |
| 25 | Nairobi        | 28 november 2009 | CECAFA Cup 2009                      | Kenia − Zambia | 0 − 2   |
| 26 | Nairobi        | 6 september 2015 | Afrika Cup 2017 kwalificatie         | Kenia − Zambia | 1 − 2   |
| 27 | Ndola          | 4 september 2016 | Afrika Cup 2017 kwalificatie         | Zambia − Kenia | 1 − 1   |
| 28 | Nairobi        | 9 oktober 2020   | Vriendschappelijk                    | Kenia − Zambia | 2 − 1   |
| 29 | Port Elizabeth | 27 juni 2024     | COSAFA Cup 2024                      | Zambia − Kenia | 0 − 2   |
| 30 | Nairobi        | 17 augustus 2025 | African Championship of Nations 2024 | Zambia − Kenia | 0 − 1   |

## Samenvatting
| Competitie                      | Totaal gespeeld | Winst Kenia | Gelijk | Winst Zambia | Doelsaldo Kenia – Zambia |
| ------------------------------- | --------------- | ----------- | ------ | ------------ | ------------------------ |
| WK-kwalificatie                 | 2               | 0           | 1      | 1            | 2 − 4                    |
| Afrika Cup                      | 1               | 0           | 0      | 1            | 0 − 1                    |
| Afrika Cup-kwalificatie         | 4               | 0           | 1      | 3            | 2 − 5                    |
| African Championship of Nations | 1               | 1           | 0      | 0            | 1 − 0                    |
| CECAFA Cup                      | 14              | 3           | 2      | 9            | 10 − 28                  |
| COSAFA Cup                      | 1               | 1           | 0      | 0            | 2 − 0                    |
| Vriendschappelijk               | 7               | 3           | 1      | 3            | 5 − 10                   |
| Totaal                          | 30              | 8           | 5      | 17           | 22 − 48                  |

KFF · Selecties · Keniaans vrouwenelftal
1926 – 1939 · 
1940 – 1949 · 
1950 – 1959 · 
1960 – 1969 · 
1970 – 1979 · 
1980 – 1989 · 
1990 – 1999 · 
2000 – 2009 · 
2010 – 2019 ·
2020 − 2029
Algerije ·
Angola ·
Australië ·
Bahrein ·
Botswana ·
Burkina Faso ·
Burundi ·
Centraal-Afrikaanse Republiek ·
China ·
Comoren ·
Congo-Brazzaville ·
Congo-Kinshasa ·
Djibouti ·
Egypte ·
Equatoriaal-Guinea ·
Eritrea ·
Ethiopië ·
Gabon ·
Gambia ·
Ghana ·
Guinee ·
Guinee-Bissau ·
India ·
Indonesië ·
Irak ·
Iran ·
Ivoorkust ·
Jemen ·
Jordanië ·
Kaapverdië ·
Kameroen ·
Koeweit ·
Lesotho ·
Liberia ·
Libië ·
Madagaskar ·
Malawi ·
Maleisië ·
Mali ·
Marokko ·
Mauritanië ·
Mauritius ·
Mozambique ·
Namibië ·
Nieuw-Zeeland ·
Nigeria ·
Oeganda ·
Oman ·
Pakistan ·
Qatar ·
Rusland ·
Rwanda ·
Senegal ·
Seychellen ·
Sierra Leone ·
Soedan ·
Somalië ·
Swaziland ·
Taiwan ·
Tanzania ·
Thailand ·
Togo ·
Trinidad en Tobago ·
Tsjaad ·
Tunesië ·
Verenigde Arabische Emiraten ·
Zambia ·
Zimbabwe ·
Zuid-Afrika ·
Zuid-Korea ·
Zuid-Soedan ·
Zwitserland
FAZ · 
A-internationals · 
Selecties · 
Statistieken · 
Zambiaans vrouwenelftal · 
Olympisch elftal · 
Zambia U21 · 
Zambia U20 · 
Zambia U18 · 
Zambia U17
1964 – 1979 ·
1980 – 1989 ·
1990 – 1999 ·
2000 – 2009 ·
2010 – 2019 ·
2020 − 2029
1964 ·
1965 ·
1966 ·
1967 ·
1968 ·
1969 ·
1970 ·
1971 ·
1972 ·
1973 ·
1974 ·
1975 ·
1976 ·
1977 ·
1978 ·
1979 ·
1980 ·
1981 ·
1982 ·
1983 ·
1984 ·
1985 ·
1986 ·
1987 ·
1988 ·
1989 ·
1990 ·
1991 ·
1992 ·
1993 ·
1994 ·
1995 ·
1996 ·
1997 ·
1998 ·
1999 ·
2000 ·
2001 ·
2002 ·
2003 ·
2004 ·
2005 ·
2006 ·
2007 ·
2008 ·
2009 ·
2010 ·
2011 ·
2012 ·
2013 ·
2014 ·
2015 ·
2016 ·
2017 ·
2018 ·
2019 ·
2020 ·
2021 ·
2022
Algerije · 
Angola ·
België ·
Benin ·
Botswana ·
Brazilië ·
Burkina Faso ·
Burundi ·
Chili ·
China ·
Comoren ·
Congo-Brazzaville ·
Congo-Kinshasa ·
Djibouti ·
Ecuador ·
Egypte ·
Equatoriaal-Guinea ·
Ethiopië ·
Gabon ·
Gambia ·
Ghana ·
Guinee ·
Guinee-Bissau ·
Honduras ·
India ·
Irak ·
Iran ·
Israël ·
Ivoorkust ·
Jamaica ·
Japan ·
Jemen ·
Jordanië ·
Kaapverdië ·
Kameroen ·
Kenia ·
Koeweit ·
Lesotho ·
Liberia ·
Libië ·
Madagaskar ·
Malawi ·
Mali ·
Marokko ·
Mauritanië ·
Mauritius ·
Mozambique ·
Namibië ·
Niger ·
Nigeria ·
Noord-Korea ·
Oeganda ·
Oman ·
Rusland · 
Rwanda ·
Saoedi-Arabië ·
Senegal ·
Seychellen ·
Sierra Leone ·
Soedan ·
Somalië ·
Swaziland ·
Tanzania ·
Togo ·
Tsjaad ·
Tunesië ·
Zimbabwe ·
Zuid-Afrika ·
Zuid-Korea
Ivoorkust (2012)